# Благинино (Зубцовский район)
Благинино — деревня в Зубцовском районе Тверской области России, входит в состав Княжьегорского сельского поселения.

## География
Деревня расположена в 16 км на север от центра поселения села Княжьи Горы и в 49 км на восток от районного центра Зубцова. 

## История
В конце XIX — начале XX века деревня входила в состав Ульяновской волости Зубцовского уезда Тверской губернии. В 1859 году в селе было 64 двора. 
С 1929 года деревня являлась центром Благининского сельсовета Погорельского района Ржевского округа Западной области, с 1935 года — в составе Калининской области, с 1960 года — в составе Зубцовского района, с 1994 года — центр Благининского сельского округа, с 2005 года — в составе Княжьегорского сельского поселения. 

## Население
| 1859 | 2002 | 2010 |
| ---- | ---- | ---- |
| 430  | ↘75  | ↘62  |

## Инфраструктура
Отсутствует. 